# Statua della Libertà (San Marino)
La statua della Libertà è una statua di Stefano Galletti in marmo di Carrara, situata in piazza della Libertà, nella città di San Marino.
La statua è raffigurata sulle monete euro sammarinesi da due centesimi della prima serie.

## Storia
La statua fu commissionata dalla nobildonna tedesca Otilia Heyroth Wagener, allora duchessa di Rancidello, nel 1876 e fu scolpita dallo scultore italiano Stefano Galletti utilizzando il pregiato marmo di Carrara. Al suo completamento la contessa donò la scultura alla Repubblica di San Marino come simbolo di libertà.
L'inaugurazione della statua è avvenuta il 30 settembre dello stesso anno. Per ricompensare il gesto della duchessa le fu accordato di cambiare il proprio titolo in duchessa di Acquaviva.

## Descrizione
La statua è posta al centro dell'omonima piazza della Libertà tra la Parva Domus e il palazzo Pubblico, inaugurato lo stesso giorno di 18 anni dopo.
Essa rappresenta la libertà come donna guerriera che avanza fieramente con la mano destra tesa in avanti e la mano sinistra impugnante una bandiera. Il capo è cinto da una corona con tre torri, raffigurante la città fortificata di San Marino, presente sullo stemma nazionale.
Il giorno della sua inaugurazione fu così descritta dallo scrittore e politico sammarinese Marino Fattori:
(Marino Fattori)